# Viator
Viator este o municipalitate și un oraș din provincia Almería, Andaluzia, Spania, cu o populație de 3.617 locuitori.